# Gerrit Schulte Trofee

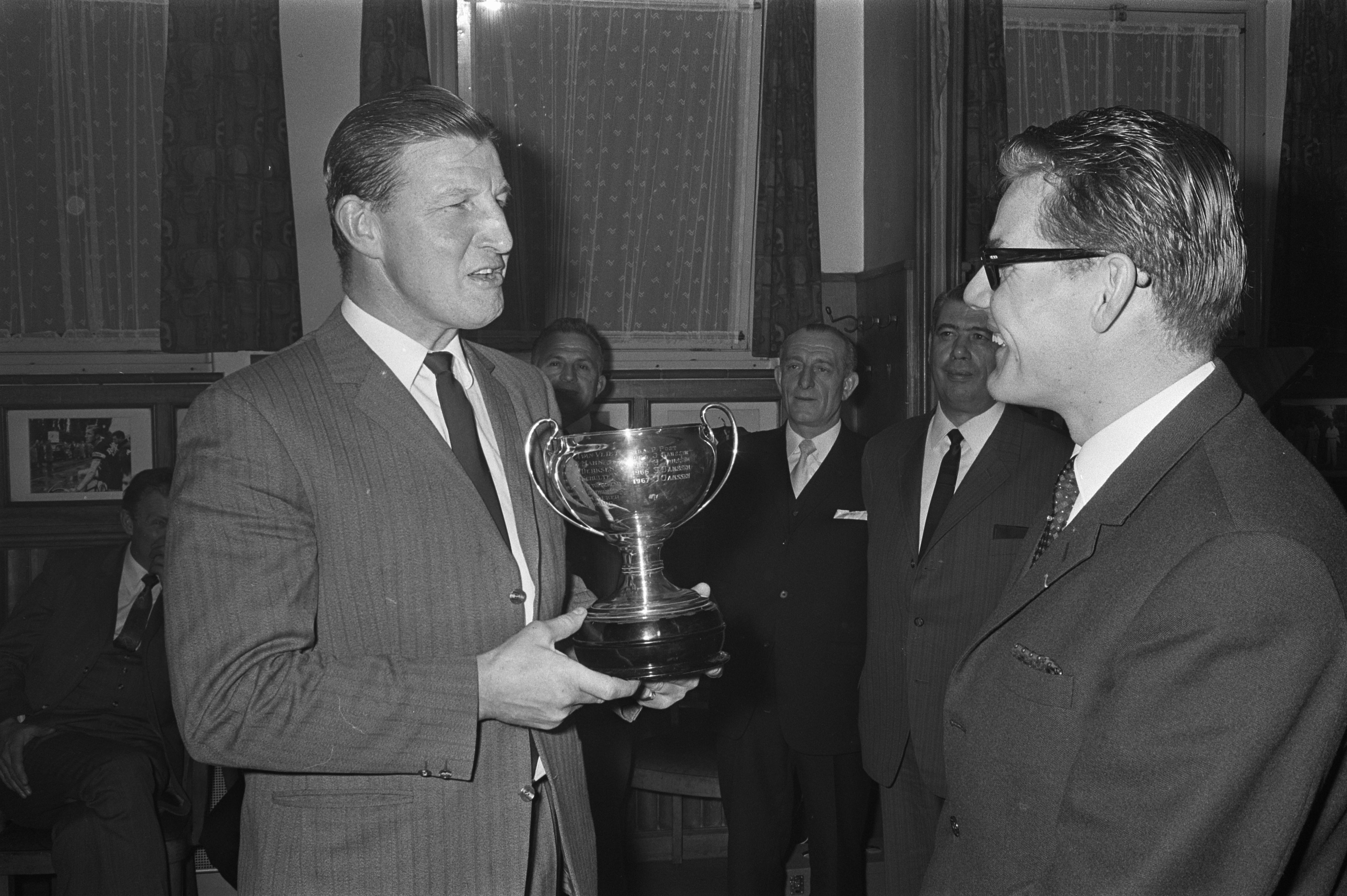
Gerrit Schulte (l) overhandigt de Trofee aan Jan Janssen in 1968

De Gerrit Schulte Trofee is een onderscheiding die jaarlijks wordt uitgereikt aan de beste Nederlandse profwielrenner. 
Zij is genoemd naar Gerrit Schulte. De prijs wordt toegekend door de Club '48 (een vereniging van oud-renners genoemd naar het gedenkwaardige jaar 1948, toen Schulte wereldkampioen achtervolging werd), de leden van de Vereniging voor Beroeps Wielrenners en stemmers op een poll van de website Wielerflits. De meest onderscheiden renner is Joop Zoetemelk, die deze trofee negen keer won.

## Winnaars
| Jaar | Winnaar         |
| ---- | --------------- |
| 1955 | Arie van Vliet  |
| 1956 | Frans Mahn      |
| 1957 | Jan Derksen     |
| 1958 | Gerrit Schulte  |
| 1959 | niet uitgereikt |
| 1960 | Ab Geldermans   |
| 1961 | Michel Stolker  |
| 1962 | Jo de Roo       |
| 1963 | Peter Post      |
| 1964 | Jan Janssen     |
| 1965 | Jan Janssen     |
| 1966 | Jan Janssen     |
| 1967 | Jan Janssen     |
| 1968 | Jan Janssen     |
| 1969 | niet uitgereikt |
| 1970 | Peter Post      |
| 1971 | Leijn Loevesijn |
| 1972 | Joop Zoetemelk  |
| 1973 | Joop Zoetemelk  |
| 1974 | Roy Schuiten    |
| 1975 | Hennie Kuiper   |
| 1976 | Joop Zoetemelk  |
| 1977 | Hennie Kuiper   |

| Jaar | Winnaar            |
| ---- | ------------------ |
| 1978 | Joop Zoetemelk     |
| 1979 | Joop Zoetemelk     |
| 1980 | Joop Zoetemelk     |
| 1981 | Joop Zoetemelk     |
| 1982 | Joop Zoetemelk     |
| 1983 | Jan Raas           |
| 1984 | Gerrie Knetemann   |
| 1985 | Joop Zoetemelk     |
| 1986 | Adrie van der Poel |
| 1987 | Erik Breukink      |
| 1988 | Steven Rooks       |
| 1989 | Jelle Nijdam       |
| 1990 | Erik Breukink      |
| 1991 | Frans Maassen      |
| 1992 | Frans Maassen      |
| 1993 | Erik Breukink      |
| 1994 | Erik Breukink      |
| 1995 | Danny Nelissen     |
| 1996 | Jeroen Blijlevens  |
| 1997 | Léon van Bon       |
| 1998 | Michael Boogerd    |
| 1999 | Michael Boogerd    |
| 2000 | Erik Dekker        |

| Jaar | Winnaar              |
| ---- | -------------------- |
| 2001 | Erik Dekker          |
| 2002 | Michael Boogerd      |
| 2003 | Michael Boogerd      |
| 2004 | Erik Dekker          |
| 2005 | Pieter Weening       |
| 2006 | Michael Boogerd      |
| 2007 | Lars Boom            |
| 2008 | Robert Gesink        |
| 2009 | Robert Gesink        |
| 2010 | Robert Gesink        |
| 2011 | Bauke Mollema        |
| 2012 | Niki Terpstra        |
| 2013 | Bauke Mollema        |
| 2014 | Tom Dumoulin         |
| 2015 | Tom Dumoulin         |
| 2016 | Tom Dumoulin         |
| 2017 | Tom Dumoulin         |
| 2018 | Tom Dumoulin         |
| 2019 | Mathieu van der Poel |
| 2020 | Mathieu van der Poel |
| 2021 | Harrie Lavreysen     |
| 2022 | Dylan van Baarle     |
| 2023 | Mathieu van der Poel |
| 2024 | Mathieu van der Poel |